# Le Chasseur de scarabées
Le chasseur de scarabées (The Story of the Beetle Hunter en version originale), est une nouvelle d'Arthur Conan Doyle parue pour la première fois dans la revue britannique Strand Magazine en juin 1898, avant d'être reprise dans différents recueils, dont Contes autour du feu (Round the Fire Stories) et Contes de terreur et de mystère (Tales of Terror and Mystery).
La nouvelle a connu plusieurs traductions en français, la première étant celle de Louis Labat parue en 1911 sous le titre Le Chasseur de scarabées dans le recueil Du mystérieux au tragique édité par Pierre Lafitte. La nouvelle a connu une nouvelle traduction d'Evelyne Colomb en 1958 pour l'édition intégrale des œuvres d'Arthur Conan Doyle éditée par Robert Laffont, sous le titre Le Chasseur de coléoptères.

## Résumé
Le docteur Hamilton raconte une curieuse aventure qui lui est arrivée dans sa jeunesse avec l'un de ses premiers clients. Ayant tout juste terminé ses études de médecine, il se passionnait alors pour l'étude des insectes. Un jour, il aperçut dans un journal l'annonce d'une personne à la recherche d'un médecin possédant à la fois une grande force physique et de solides connaissance sur les scarabées. Le jeune homme avait estimé correspondre à cette description et s'était rendu à l'adresse indiquée.
Arrivé sur place, il avait été reçu par Lord Linchmere qui, après quelques questions, avait convenu que le docteur Hamilton serait l'homme de la situation. Lord Linchmere lui avait alors présenté sa sœur, Lady Evelyn Rossiter, la femme de Thomas Rossiter, un grand spécialiste des coléoptères que le docteur Hamilton connaissait de réputation. Lady Rossiter portait une importante cicatrice au front et semblait anxieuse.
Sans plus d'explications, Lord Linchmere avait demandé au docteur Hamilton de l'accompagner pour quelques jours chez Thomas Rossiter, en l'échange d'une rétribution de 20 livres sterling par jour, une somme importante pour le jeune médecin qui peinait alors à payer son loyer. Lord Linchmere lui avait précisé que sa mission principale serait de le protéger au cours de ce séjour. Le jeune homme avait accepté et s'était rendu avec lui à Pangbourne où se trouvait la demeure de leur hôte.
Sur le conseil de Lord Linchmere, le docteur Hamilton était parvenu à obtenir rapidement la confiance de Thomas Rossiter en parlant avec lui de sujets pointus sur les scarabées. Le jeune docteur avait remarqué que Thomas Rossiter était sujet à une étrange agitation nerveuse qui se traduisait par un mouvement constant des muscles de son front. Le soir venu, après le dîner, le docteur Hamilton allait se coucher dans une chambre d'invité lorsque Lord Linchmere lui avait demandé de venir avec lui pour monter la garde dans sa chambre pendant la nuit. Le jeune médecin, malgré son étonnement, avait accepté puisqu'il se devait de protéger son client. Les deux hommes s'étaient alors organisés pour monter une garde alternée par factions de deux heures.
Le docteur Hamilton avait été réveillé entre deux et quatre heures du matin par Lord Linchmere qui effectuait son tour de garde et avait entendu un bruit suspect dans le couloir. Les deux hommes s'étaient cachés dans un coin de la pièce, observant Thomas Rossiter s'introduire dans la pièce puis donner de grands coups sur le lit où se trouvait le docteur Hamilton peu de temps auparavant. Lord Linchmere s'était alors précipité pour ceinturer son beau-frère. Le docteur Hamilton lui était venu en aide et les deux hommes étaient parvenu à maîtriser leur hôte en proie à une crise de démence. Celui-ci avait été attaché avec l'aide des domestiques de la demeure, alertés par les cris, puis la crise avait pris fin progressivement.
Lord Linchmere avait alors expliqué l'affaire au docteur Hamilton. Thomas Rossiter était pris depuis quelque temps de violentes crises de folie d'origine héréditaire, qui l'avaient amené à frapper ses proches sans être conscient de ses actes. Sa femme en avait été victime, d'où la cicatrice qu'elle portait au visage. Ces fréquentes crises de folies étaient toujours précédées d'une agitation nerveuse des muscles de son front, comme cela avait été le cas au cours de la soirée, permettant à Lord Linchmere de s'attendre à une crise imminente. La présence du docteur Hamilton était indispensable pour établir un diagnostic médical permettant de faire interner Thomas Rossiter dans un établissement spécialisé.
Le narrateur précise à la fin de son récit que les crises de Thomas Rossiter ont par la suite cessé et qu'il a pu réintégrer sa demeure.